# كوري ولز
كوري ولز (بالإنجليزية: Cory Wells)‏ هو مغني أمريكي، ولد في 5 فبراير 1942 في بوفالو في الولايات المتحدة، وتوفي في 20 أكتوبر 2015 في دونكيرك في الولايات المتحدة بسبب ورم نخاعي متعدد.

## وصلات خارجية
- كوري ولز على موقع IMDb (الإنجليزية)
- كوري ولز على موقع ميوزك برينز (الإنجليزية)
- كوري ولز على موقع إن إن دي بي (الإنجليزية)
- كوري ولز على موقع ديسكوغز (الإنجليزية)